# Joseph de Simbschen
Joseph Anton de Simbschen, né le 6 octobre 1746 à Siebendorf et mort le 14 janvier 1820 à Vienne, est un feldzeugmeister (général d’artillerie) autrichien ayant servi durant les guerres de la Révolution française et les guerres napoléoniennes.

## Biographie
Joseph naît en 1746 à Siebendorf en actuelle Roumanie, il entre dans l’armée en tant que cadet dès 1761, à seulement 15 ans. L’année suivante, il est nommé lieutenant dans le 13e régiment de hussards. Il combat durant la guerre de Succession de Bavière comme capitaine d’état-major sous les ordres de Karl vom Stain (de). Il participe ensuite à la guerre de Sept Ans, en se battant en Saxe. Après la paix de Teschen, il est transféré dans un régiment d’infanterie. En 1786, il est promu commandant de la flotte autrichienne basée à Zengg. Ici, il rencontre l’archiduc François et devient son interprète lors de ses voyages à Fiume. En 1788, il est nommé lieutenant-colonel après le déclenchement de la guerre austro-turque durant laquelle il est remarqué pour son sens tactique.
Lors de la guerre de la première coalition, il est l’intendant général de l’armée lombarde. En décembre 1795, il est promu major-général. Il est alors transféré en Allemagne où il s’illustre durant la bataille de Wetzlar (en) aux côtés de l’archiduc Charles. Il se retranche ensuite pendant neuf semaines dans la forteresse de Mayence où il tient bon. En 1797, il remporte des victoires à Limbourg, Wiesbaden et Konigstein avant de sauver Francfort-sur-le-Main du pillage
Durant la guerre de la deuxième coalition, il mène ses hommes en Suisse et participe à plusieurs batailles dont celles d’Amsteg, de Zurich.
Un an plus tard, durant la campagne d’Allemagne, il dirige un corps de 10 000 hommes. Peu apprécié à cause de sa vantardise, à la démission de son ami et protecteur, l’archiduc Charles, Simbschen est traduit en cour martiale et assigné à résidence en 1813. Deux ans plus tard, il est envoyé en prison dégradé, et on lui retire ses médailles. Pourtant, en 1818, il est réintégré à l’armée et retrouve ses distinctions. Il meurt en 1820.

### Vie privée
Joseph épouse en 1782 Rosalie von Wagner, fille d’un riche terrien d’Egerland. Leurs enfants deviendront tous officiers :
- Joseph Carl (1782-1724), devient oberst et se marie avec Anna Falge[2] ;
- Ferdinand (1795-1873), devient feldmarschall-leutnant et se marie avec Karoline de Munitillo ;
- Karl (1794-1870), devient feldmarschall-leutnant[3] ;
- Wilhelmine (1788-1852).